# Chathura Gunaratne Wellala Hettige
Chathura Gunaratne Wellala Hettige (ur. 8 września 1982) – lankijski piłkarz występujący na pozycji pomocnika, reprezentant Sri Lanki, grający w reprezentacji od 2006 roku.

## Kariera klubowa
Hettige karierę klubową rozpoczął w 2005 roku w rodzimym klubie Negombo Youth, w którym grał dwa sezony. Później przeniósł się na jeden sezon do klubu Ratnam SC Colombo. Potem wrócił w szeregi klubu Negombo Youth, by od 2009 roku grać w klubie Don Bosco SC, który to reprezentuje do dzisiaj (7 lipca 2012).

## Kariera reprezentacyjna
Chathura Gunaratne Wellala Hettige gra w reprezentacji od 2006 roku; rozegrał w reprezentacji 34 oficjalne spotkania, w których strzelił sześć bramek.